# Tsjirinkotan
Tsjirinkotan (Russisch: Чиринкотан ; Japans: 知林古丹島, Chirinkotan-tō) is een vulkaan en eiland dat deel uitmaakt van de noordelijke Koerilen. Het eiland behoort sinds 1945 (einde van de Tweede Wereldoorlog) tot Rusland, maar in het verleden tot Japan. De 724 meter hoge stratovulkaan barstte voor het laatst uit in 1986.